# Eriosyce recondita
Eriosyce recondita ist eine Pflanzenart in der Gattung Eriosyce aus der Familie der Kakteengewächse (Cactaceae). Das Artepitheton recondita stammt aus dem Lateinischen, bedeutet ‚verborgen‘ und verweist auf das Habitat der Art.

## Beschreibung
Eriosyce recondita wächst meist einzeln mit fast kugelförmigen bis kugelförmigen, grauen bis dunkelgrünen Trieben und erreicht Durchmesser von 2 bis 10 Zentimeter. Die Wurzel ist eine häufig stark verdickte Pfahlwurzel. Es sind 10 bis 13 Rippen vorhanden, die gekerbt sind und dadurch Höcker bilden. Die darauf befindlichen Areolen sind häufig eingesunken. Die dünnen Dornen sind nadelig. Die ein bis zwei Mitteldornen sind 1 bis 1,5 Zentimeter, die sechs bis zehn Randdornen 5 bis 10 Millimeter lang.
Die trichterförmigen Blüten sind weiß bis etwas rosafarben bis gelb und erscheinen aus jungen Areolen. Sie sind 1,5 bis 4 Zentimeter lang und weisen einen Durchmesser von 2 bis 3,5 Zentimeter auf. Ihr Perikarpell und die Blütenröhre sind mit Wolle und manchmal mit Borsten besetzt. Die verlängerten Früchte öffnen sich mit einer basalen Pore.

## Verbreitung, Systematik und Gefährdung
Eriosyce recondita ist in den chilenischen Regionen Tarapacá und Antofagasta in küstennahen Gebieten verbreitet.
Die Erstbeschreibung als Pyrrhocactus reconditus erfolgte 1962 durch Friedrich Ritter. Fred Kattermann stellte die Art 1994 in die Gattung Eriosyce. Weitere nomenklatorische Synonyme sind Neochilenia recondita (F.Ritter) Backeb. (1963) und Neoporteria recondita (F.Ritter) Donald & G.D.Rowley (1966).
In der Roten Liste gefährdeter Arten der IUCN wird die Art als „Vulnerable (VU)“, d. h. als gefährdet geführt.

## Nachweise